# Courtland (Virginia)
Courtland település az Amerikai Egyesült Államok Virginia államában, Southampton megyében, melynek megyeszékhelye is. Lakosainak száma 1295 fő (2020. április 1.).

## Népesség
A település népességének változása:

| 2010 | 1 284 |
| 2020 | 1 295 |